# Microsemi
Microsemi est une entreprise américaine de semi-conducteurs basée à Aliso Viejo en Californie aux États-Unis.
Le groupe emploie 4 800 personnes environ en 2016.

## Histoire
En octobre 2015, Microsemi lance une offre d'acquisition sur de 2,33 milliards de dollars sur PMC-Sierra, en concurrence avec une offre de Skyworks Solutions. En novembre 2015, Microsemi après avoir monté son offre à 2,5 milliards de dollars, possède alors la seule offre en cours sur PMC-Sierra, après l'abandon de Skyworks Solutions
Microsemi a été acheté par MicroChip le 1er mars 2018.